# Temple de la Gloire (Orsay)
Le Temple de la Gloire est une folie située dans la commune française d'Orsay, dans l'ancienne province de Hurepoix, aujourd'hui dans le département de l'Essonne et la région Île-de-France. Il faisait partie du Château d'Orsay.

## Situation
| \| Localisation du temple de la Gloire dans l'Essonne. · Temple de la Gloire \| Localisation du temple de la Gloire dans l'Essonne. |
| Localisation du temple de la Gloire dans l'Essonne. · Temple de la Gloire                                                           |

« Le Temple de la Gloire » est situé à l'est de la commune d'Orsay, sur la rive droite de la rivière l'Yvette.
Il fut construit à l'extrémité Est de ce qui était à la fin du XVIIIe siècle le canal du château d'Orsay, long de 1 200 mètres, qui aurait été creusé en 1764 sur les plans de l'architecte Chevotet, et aujourd'hui en partie comblé; il a été implanté au cœur de la vallée de Chevreuse, sur un terrain mêlant argile et sable, légèrement plus élevé que les berges de la rivière.

## Histoire
Cette « folie » fut construite en 1801 d'après les plans attribués sans certitude à l'architecte Pierre-Alexandre Vignon, pour Jeanne Perrin, veuve de Gury Hulot, la belle-mère du général morlaisien Jean Victor Marie Moreau, sur un terrain démembré du parc du château d'Orsay qu'elle venait d'acquérir, et nommé par elle Temple de la Gloire dédié à la victoire de son gendre à la décisive bataille de Hohenlinden le 3 décembre 1800, qui fut la dernière de l'époque révolutionnaire, et imposa à l'ennemi allemand la paix dite de Lunéville.
Le 23 mai 1801, il fut le théâtre des retrouvailles de Moreau, de retour selon certains d'un « tardif voyage de noces à Salzbourg », s'avançant en gondole décorée sur le long canal (cf. cartes postales anciennes et la photographie XIXème ci-jointe), s'élargissant à chaque extrémité en un bassin, pour débarquer face au Temple, dans le théâtre de verdure, devant le péristyle du Temple, avec son épouse Eugénie Hulot, et sa belle-mère .
Peu après, Moreau, dont les succès militaires portaient ombrage au futur consul et empereur fut convaincu de conspiration, condamné, emprisonné puis exilé aux États-Unis ; Passé ensuite au service du Tsar de Russie, il mourut des blessures dues à un boulet de canon reçu à la bataille de Dresde en 1813.
Le sculpteur Antoine Etex y vécut et y fit réaliser par le peintre Corot une vue de l'édifice.
Retraite dorée d'un couple d'aristocrates britanniques fascistes
En décembre 1950, sir Oswald Mosley et sa seconde épouse Diana Mitford - divorcée pour lui du richissime Brian Walter Guinness, lord Moyne en 1933 - de passage à Paris et vaguement à la recherche d'un appartement (Stoltie, op. cit. p.79 ) découvrirent la propriété à vendre et l'acquirent. Mariés secrètement en 1936 en Allemagne chez Goebbels en présence de Mme Goebbels et d'Adolf Hitler, leur engagement politique commun leur valut d'être signalés aux autorités britanniques par leur sœur et belle-sœur, Nancy Mitford, et détenus à la prison londonienne de Holloway de juin 1940 à novembre 1943; ils durent attendre 1947 pour se voir restituer leurs passeports, et s'installèrent en Irlande en 1951.
À cette époque, seul le salon d'apparat de l'ex-Temple de la Gloire avait eu (ou conservé) son décor de lambris et de motifs en stuc ; l'unique étage noble de ce qui ressemble plus à une fabrique de parc néo-classique ou à un mausolée qu'à une maison d'habitation, étant entouré de quelques pièces assez petites et dépourvues de confort, inspira à la pragmatique américaine devenue duchesse de Windsor, en visite avec son époux, cette question : "Oui, c'est très joli, Diana, mais où allez-vous vivre ?" (même référence).
Comme d'autres riches anglaises muées en décoratrices d'intérieur, lady Mosley, "imposant avec fierté un style de vie élégant et mondain" en fit une sorte de country house, y installant notamment le lit d'apparat du comédien Talma - sur lequel Napoléon Ier aurait pris quelques leçons d'éloquence oratoire - un mobilier Louis XVI et Directoire sur un tapis à grands damiers noirs et blancs "copié sur ceux qui ornent le siège du Grand Orient de France" (voir aussi le dallage de la salle à manger du château de La Malmaison)
Ses propriétaires le firent classer aux monuments historiques le 27 septembre 1979.
Après la mort de son époux (décembre 1980), dont les cendres furent dispersées dans un étang du lieu, même si "les alentours avaient peu à peu perdu leur charme, et le parc planté de roses, de glycines et de tilleuls était désormais cerné par une multitude de pavillons et de villas d'une banalité angoissante" (même réf.), sa veuve continua d'y vivre jusqu'en 1999. Quatre ans plus tard, durant la canicule de 2003, elle mourait dans un appartement parisien donnant sur l'ancien parc de... Laetitia Bonaparte.

## Architecture

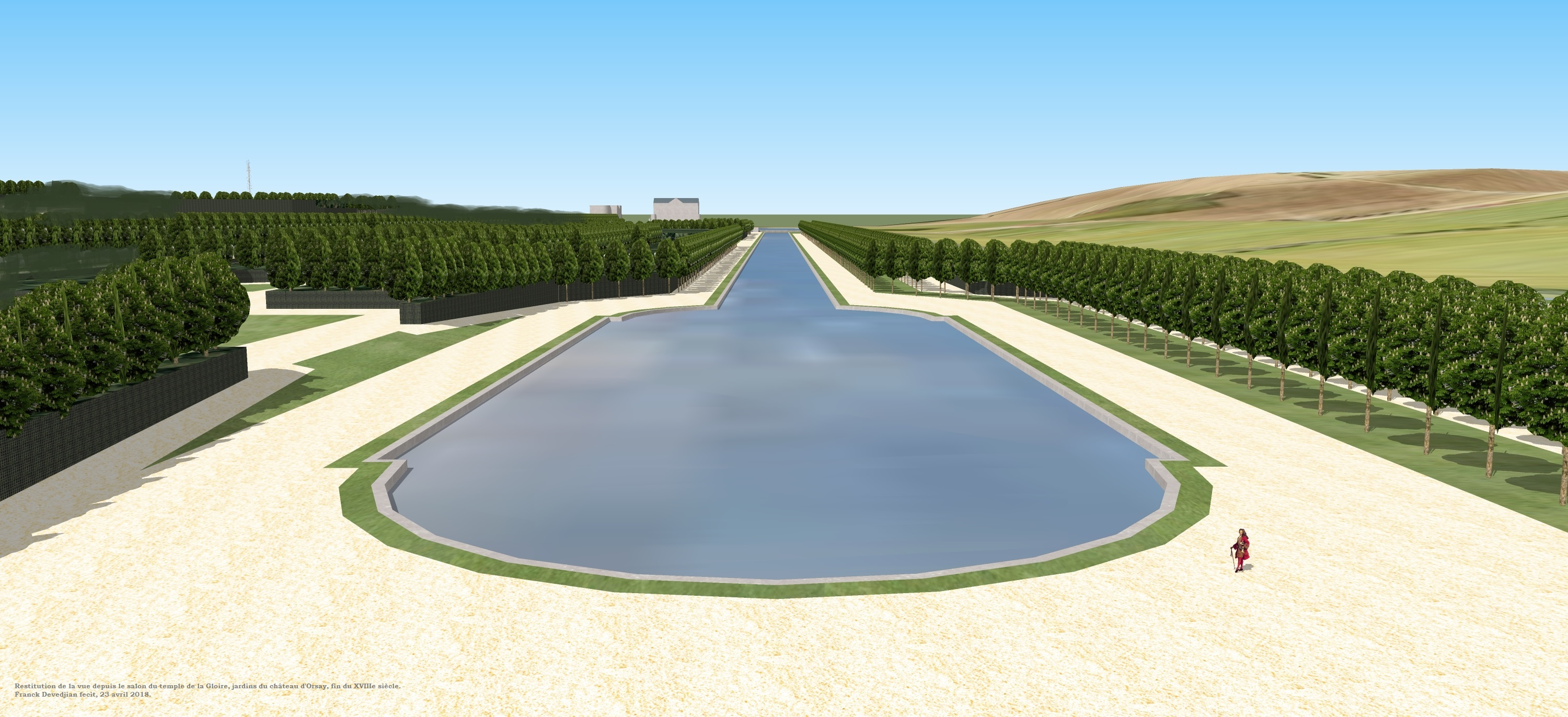
Restitution de la vue depuis le temple de la Gloire sur le canal du château d'Orsay, fin du XVIIIe siècle.

Le Temple de la Gloire est construit en grès ; il prend la forme d'un temple antique.
Le bâtiment comprend un rez-de-chaussée et un étage principal surélevé ; le côté oriental présente une façade surmonté d'un fronton triangulaire ; une grille en fer forgé fait office de garde-corps pour le balcon de l'étage, accessible par une baie vitrée; deux courtes ailes symétriques à deux travées forment un plan en « U ».
La façade occidentale, édifiée dans l'axe du canal à une trentaine de mètres de son extrémité  précédée d'un théâtre de verdure qu'elle surplombe ; elle est percée de trois hautes baies vitrées et de deux fenêtres sur les deux parties latérales symétriques mais qui ne sont pas d'origine - comme celles qui encadrent la porte à arc cintré au centre du premier niveau, formant soubassement - car elles n'apparaissant pas sur certains documents photographiques anciens mis en ligne.
Elle comprend en avant-corps un péristyle de quatre colonnes à chapiteaux ioniques ; deux escaliers latéraux à deux volées sans balustrade donnent accès au parc, ce qui lui donne un aspect de villa palladienne ; cette structure est celle - entre autres constructions de ce style - de la façade sur jardin (avec "loggia" central et colonnades à chapiteaux d'ordre dorique, puis ionique) de l'hôtel de préfecture des Deux-Sèvres à Niort, construit de 1826 à 1830 par Pierre-Théophile Segrétain.
L'intérieur comporte au premier étage un salon ou salon d'apparat carré pour pièce principale, ouvrant, comme le piano nobile vénitien, sur les deux façades (disposition dite en France "en lanterne", offrant une "vue traversante") ; de chaque côté dans les avancées se trouvent un boudoir et un fumoir avec salle de bains servant de chambre à coucher.
Le rez-de-chaussée sur le parc est équipé d'une salle à manger, d'une cuisine et d'un office, probablement créés par les Mosley .

## Parc

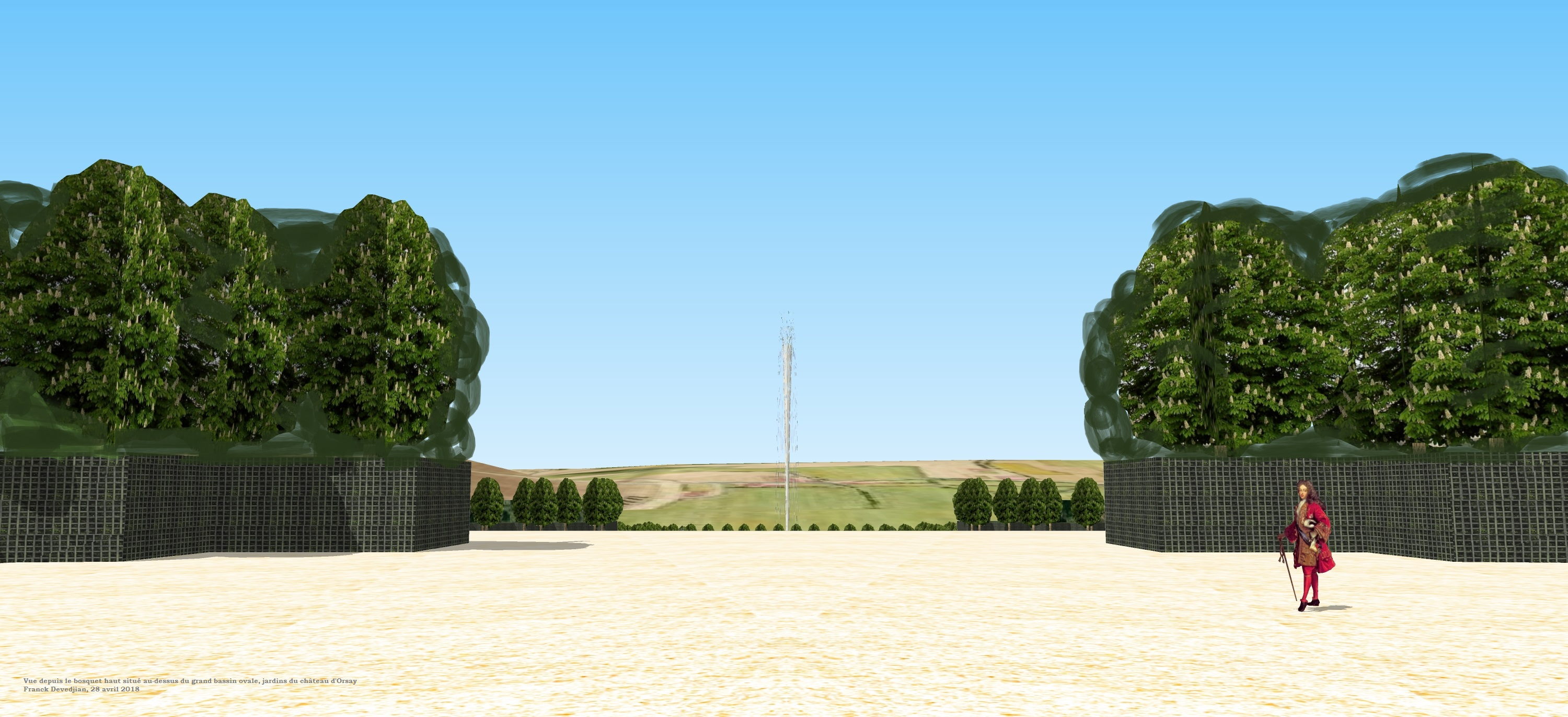
Vue depuis le bosquet situé au-dessus du grand bassin ovale. La pièce d'eau disparaît totalement.

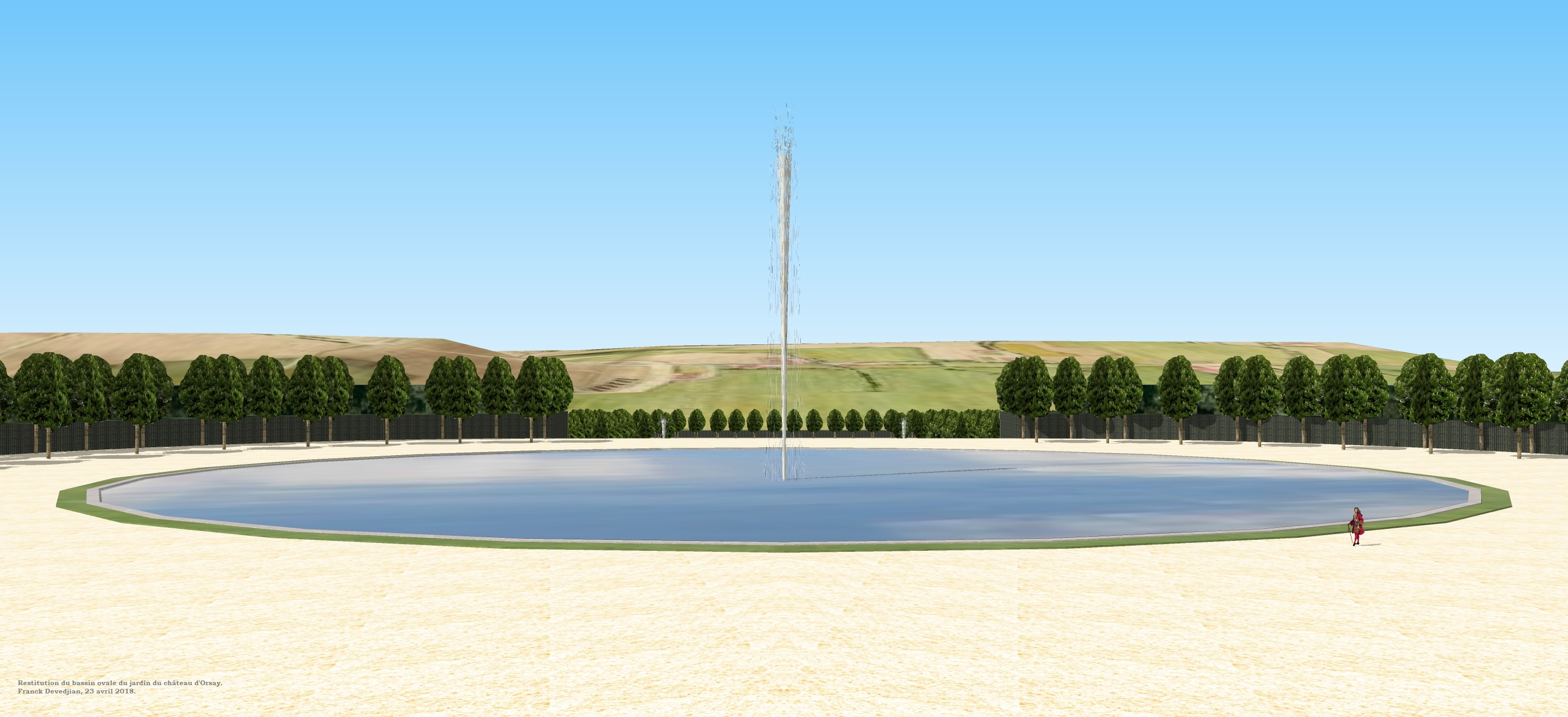
Vue du grand bassin ovale du jardin du château d'Orsay. milieu du XVIIIe siècle.

Le parc, réduit aujourd'hui à 1,5 hectare, est composé d'une partie boisée formant un théâtre de verdure et d'un vaste lac, la totalité étant clôturée de grilles en fer forgé.

## Galerie

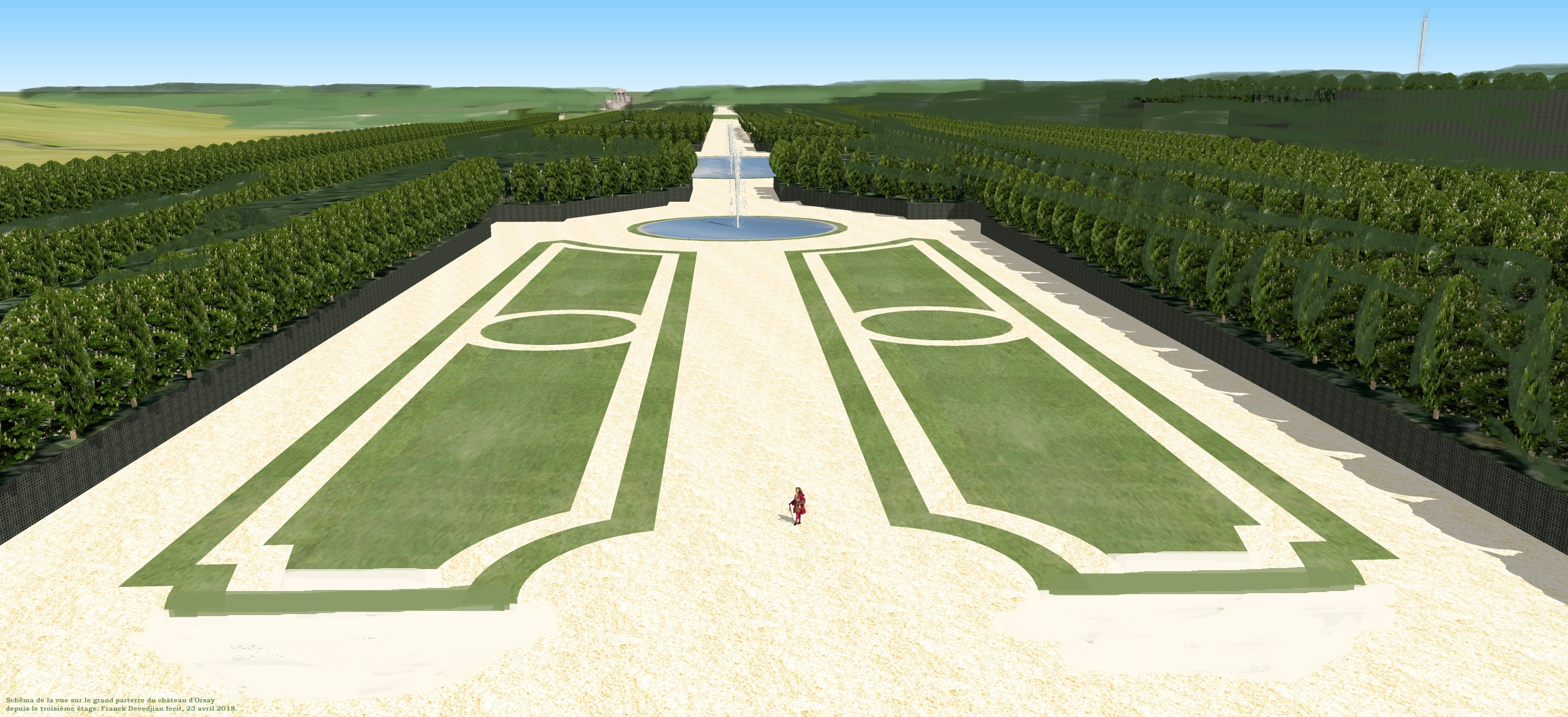
Schéma restituant la vue depuis le troisième étage du château d'Orsay sur le grand parterre.

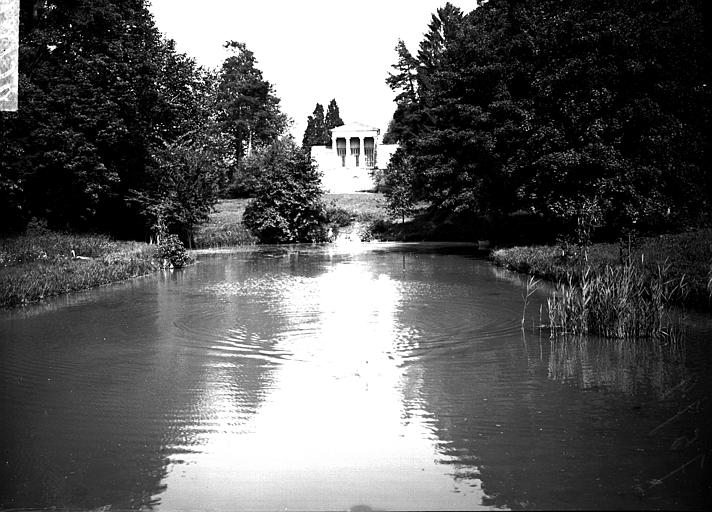
Le temple au XIXe siècle par Gaëtan Gatian de Clérambault.

## Pour approfondir

## Sources
1. ↑  Fiche du Temple de la Gloire sur le site topic-topos.com Consulté le 31/03/2009.
2. ↑  Notice no PA00087984, sur la plateforme ouverte du patrimoine, base Mérimée, ministère français de la Culture. Consulté le 31/03/2009.
3. ↑  Fiche du temple de la Gloire sur le site de Dominique Cesari. Consulté le 31/03/2009.